# 彰东街道
彰东街道，是中华人民共和国河南省安陽市北关区下辖的一个乡镇级行政单位。

## 行政区划
彰东街道下辖以下地区：
南漳涧村、苏家村、杏花村、李家庄村、小营村、西六村、后崇义村、中崇义村、前崇义村、西梁贡村、养鱼屯村、六寺村、唐庄村、羊毛屯村、黄家营村、西见山村和西于曹村。